# إيغور أندرونيك
إيغور أندرونيك (بالرومانية: Igor Andronic)‏ هو لاعب كرة قدم مولدوفي في مركز الدفاع، ولد في 11 مارس 1988 في كيشيناو في مولدوفا. شارك مع منتخب مولدوفا تحت 21 سنة لكرة القدم ومنتخب مولدوفا لكرة القدم. أما مع النوادي، فقد لعب مع دينامو اوتو تيراسبول وزمبرو تشيسيناو وميلسامي أورهي.

## وصلات خارجية
- إيغور أندرونيك على موقع اتحاد أوكرانيا (الإنجليزية)
- إيغور أندرونيك على موقع قاعدة بيانات كرة القدم.إي يو (الإنجليزية)
- إيغور أندرونيك على موقع ناشيونال فوتبول تيمز (الإنجليزية)
- إيغور أندرونيك على موقع Soccerway.com (الإنجليزية)